# Emmesomyia sublongipes
Emmesomyia sublongipes este o specie de muște din genul Emmesomyia, familia Anthomyiidae, descrisă de Ackland în anul 1995. Conform Catalogue of Life specia Emmesomyia sublongipes nu are subspecii cunoscute.